# Peter Ratchuk
Peter Ratchuk (* 10. September 1977 in Buffalo, New York) ist ein ehemaliger US-amerikanischer Eishockeyspieler und derzeitiger Scout für das NHL-Team der Winnipeg Jets.

## Spielerkarriere
Peter Ratchuk wuchs im amerikanischen Buffalo auf. Dort durchlief er diverse Jugendteams und -ligen. 1996 beendete der talentierte Verteidiger die Highschool an der Shattuck-St Mary’s School in Faribault, Minnesota und wurde beim NHL Entry Draft an 25. Stelle in der ersten Runde von der Colorado Avalanche ausgewählt. Dort unterschrieb er jedoch keinen Vertrag und wurde zwei Jahre später Free Agent. In der Zwischenzeit spielte der US-Amerikaner für die Bowling Green State University in der NCAA und die Hull Olympiques in der Ligue de hockey junior majeur du Québec. Gerade in seiner Junioren-Saison bei den Hull Olympiques wusste Ratchuk zu überzeugen und erzielte in 71 Spielen insgesamt 63 Scorerpunkte (26 Tore, 37 Vorlagen).
Am 17. Juni 1998 unterschrieb Ratchuk bei den Florida Panthers einen Vertrag. Doch der Durchbruch in der NHL blieb dem jungen Spieler verwehrt. Die Panthers entschieden sich, den Verteidiger zum Farmteam, den Beast of New Haven, in die American Hockey League abzugeben. Von dort aus führte ihn sein Weg in den folgenden zwei Spielzeiten zu den Louisville Panthers. Dort punktete der Offensiv-Verteidiger wieder regelmäßiger, sodass er in der Saison 2000/01 noch einmal acht Einsätze für die Florida Panthers bestreiten durfte. Von 2001 bis 2003 versuchte sich Ratchuck in der NHL bei den Pittsburgh Penguins und den Buffalo Sabres, aber erneut spielte er nur in den Farmteam für die Wilkes-Barre/Scranton Penguins und die Rochester Americans in der American Hockey League.
2003 entschied sich der Amerikaner für einen Wechsel nach Europa. Sein Weg führte ihn zu den Frankfurt Lions, für die er in seiner ersten Spielzeit in 67 Partien 22 Tore und 27 Assists erzielen und mit den Lions überraschend Deutscher Meister werden konnte. Auch in der Folgesaison überzeugte der Verteidiger, der schließlich 2005 zu den Adler Mannheim wechselte.
Mit dem in Deutschland erworbenen Selbstbewusstsein entschied sich der Amerikaner 2006, noch einmal in seine Heimat zu wechseln und unterschrieb einen Vertrag bei den Minnesota Wild. Doch auch in der Saison 2006/07 spielte er lediglich für verschiedene Farmteams in der American Hockey League. Aus diesem Grund kehrte Ratchuk im nächsten Jahr nach Deutschland zurück, wo er zwischen 2007 und 2009 für die DEG Metro Stars auflief. Zur Saison 2009/10 wechselte er innerhalb der Liga zu den Hamburg Freezers und eine Saison später zum EC KAC. Nach der Verpflichtung von Mike Siklenka wurde sein Vertrag im Januar 2011 aufgelöst.
Ende Januar 2011 wechselte Ratchuk zu den Rapperswil-Jona Lakers, wo er einen Vertrag bis zum Saisonende unterzeichnete. Seit der Saison 2011/12 ist Ratchuk als Scout für das NHL-Team Winnipeg Jets tätig.

## Erfolge und Auszeichnungen
- 2004 Teilnahme am DEL All-Star Game
- 2004 DEL-Verteidiger des Jahres
- 2004 Deutscher Meister mit den Frankfurt Lions
- 2008 Teilnahme am DEL All-Star Game
- 2009 Teilnahme am DEL All-Star Game

## Karrierestatistik
(Legende zur Spielerstatistik: Sp oder GP = absolvierte Spiele; T oder G = erzielte Tore; V oder A = erzielte Assists; Pkt oder Pts = erzielte Scorerpunkte; SM oder PIM = erhaltene Strafminuten; +/− = Plus/Minus-Bilanz; PP = erzielte Überzahltore; SH = erzielte Unterzahltore; GW = erzielte Siegtore; 1 Play-downs/Relegation; Kursiv: Statistik nicht vollständig)